# Rachel Wood (Fußballspielerin)
Rachel Marie Wood (* 10. Mai 1990 in Long Beach, Kalifornien) ist eine US-amerikanische Fußballspielerin.

## Karriere
Während ihres Studiums an der University of North Carolina at Chapel Hill und der University of California, Irvine spielte Wood für die dortigen Hochschulmannschaften der North Carolina Tar Heels beziehungsweise UC Irvine Anteaters. Im Jahr 2013 lief sie beim isländischen Erstligisten HK/Víkingur auf, ehe sie sich Anfang 2014 der Reservemannschaft der Boston Breakers in der WPSL anschloss. Am 11. Juli 2014 rückte sie in die erste Mannschaft der Breakers auf und debütierte schließlich am 20. Juli bei einer 3:6-Niederlage beim Portland Thorns FC in der NWSL. 2016 gewann Wood mit der zweiten Mannschaft der Breakers das Finalspiel der WPSL. Im Oktober 2016 wurde sie aus ihrem Vertrag entlassen.

## Erfolge
- 2016: Gewinn der WPSL-Meisterschaft (Boston Breakers Reserves)